# Canon New F-1
La Canon New F-1 ha rimpiazzato la F-1n (un upgrade della F-1) come modello di punta della line-up Canon nel 1981. Come i precedenti modelli la New F-1 utilizza la baionetta FD. Anche se nessuna data è mai stata confermata, si pensa che l'ultima New F-1 sia stata prodotta nel 1992. È ufficialmente uscita di produzione nel 1994, e il supporto della casa è terminato nel 2004.
La New F-1 è una macchina ad esposizione manuale dotata di lettura TTL a tutta apertura e di lettura in modalità stop-down con il mirino Eye-Level finder FN. La modalità a priorità di diaframmi "Av" è possibile previo collegamento dell'opzionale AE Finder FN. Inoltre, la modalità a priorità di tempi "Tv" era utilizzabile montando gli accessori AE Motor Drive FN o AE Power Winder FN.
La New F-1 è un sistema espandibili e personalizzabile. Consiste in miri intercambiabili, diversi schermi di messa a fuoco, motori per l'avanzamento automatico della pellicola, e diversi dorsi specifici per la New F-1. Tutti gli altri componenti della line-up Canon, come la seri di obiettivi FD, gli accessori per riprese ravvicinate(soffietti, tubi di estensione, lenti correttive, etc.) e i flash della serie Canon A e T (escluso il 300TL) sono compatibili con il sistema.

## Mirini intercambiabili
Il sistema New F-1 dispone di 5 differenti mirini che possono essere velocemente cambiati premendo i due pulsanti sul retro dei mirini, tirandoli contemporaneamente all'indietro e spingendo quello nuovo a posto.
- Eye-Level Finder FN
- AE Finder FN

I mirini Eye-Level e AE Finder sono simili ai comuni prismi per fotocamere; entrambi includono un contatto caldo standard per connettere il flash o accessori che rendano possibile lo scatto a distanza. Sono inoltre dotati di una tendina integrata che permette la di bloccare il passaggio di luce dal mirino verso la pellicola durante le lunghe esposizioni.
Impostando la ghiera con i tempi di scatto su "A" si attiva un piccolo switch che attiva la modalità di scatto a priorità di diaframma(Av). La normale scala di esposizione sulla destra viene oscurata automaticamente e compare una nuova scala in basso sotto l'immagine del mirino che indica quale tempo di scatto è stato scelto dal sistema automatico.
Lo Speed Finder utilizza due diversi prismi montati su un movimento che rende disponibile la normale modalità di utilizzo portando il mirino all'occhio sia tenendo la fotocamera ad altezza della cintura potendo cambiare tra una e l'altra velocemente. L'ottica è disegnata in maniera tale da rende visibile l'immagine fino a 6 cm di distanza dall'oculare, permettendo al fotografo di utilizzare il prima con gli occhiali da vista o con maschere protettive. Come i precedenti mirini dispone del contatto caldo.
- Waist-Level Finder FN
- Waist-Level Finder FN-6X

Entrambi i mirini Waist-Level Finders sono utili in situazioni che richiedono un angolo di visione dall'alto del mirino come fotografia macro o astrofotografia.  L'immagine è vista specchiata destra-sinistra. il mirino Waist-Level Finder FN ha il corpo collassabile e una lente di ingrandimento 4.6x,mentre il modello 6x ha per l'appunto una lente 6x e la regolazione delle diottrie integrata.

## Schermi di messa a fuoco intercambiabili
La New F-1 dispone di 13 differente schermi di messa a fuoco, in una varietà di modalità di esposizione (media pesata al centro, parziale, e spot, non tutti sono disponibili con la modalità spot), per un totale di 32 differenti schermi.  Gli schermi sono identificati da due lettere, la prima indica il metodo di misurazione (A per media pesata al centro, P per parziale e S per spot), mentre la seconda indica il tipo di schermo come indicato nella lista sottostante.
- A - Microprismi standard (A, P)
- B - Nuovo telemetro (A, P, S)
- C - Schermo opaco laser (A, P, S)
- D - Schermo opaco laser con griglia (A, P)
- E - Nuovo telemetro con miscroprsmi (A, P, S)
- F - Microprismi per lenti veloci(<f/2.8)(A, P)
- G - Microprismi per lenti lente(>f/3.5) (A, P)
- H - Opaco laser con scala (A, P)
- I - Opaco laser con doppio reticolo centerale (A, P, S)
- J - Luminoso opaco laser per lenti corte (A, P, S)
- K - Luminoso opaco laser per lenti lunghe (A, P, S)
- L - Telemetro a croce (A, P)
- M - A/B Size Laser Matte (A, P)

Lo schermo standard con cui veniva fornita la macchina era il modella AE per i corpi forniti con il mirinoAE Finder FN e PE per quelli con il mirino Eye-Level Finder FN.
Sostituire lo schermo di messa a fuoco è un'operazione semplice. Va rimosso il mirino dalla fotocamera, sollevato lo schermo dalla parte argentata posteriore e inserito con una leggera pressione quello nuovo mantenendo l'orientamento corretto.

## Avanzamento automatico della pellicola
Sono disponibili due differenti motori di avanzamento automatico: il AE Power Winder FN e il AE Motor Drive FN. L'AE Power Winder FN permette una velocità di scatto massima di 2 fotogrammi al secondo in modalità continua mentre il modello AE Moto Drive FN arriva fino ad un massimo di 5 ftg/s in modalità "H" e 3.5 ftg/s in modalità "L". Entrambi permettono anche lo scatto singolo. Entrambe le unità dispongono di un secondo scatto verticale e un contapose sottrattivo regolabile. Solo il AE Motor Drive FN dispone del riavvolgimento automatico.
The AE Power Winder FN is powered by 4 AA batteries, and is a single self-contained, unexpandable unit.  The AE Motor Drive FN is a more complete system, as it has 3 different battery packs to choose from:  the Battery Pack FN, the Ni-Cd Pack FN, and the High Power Ni-Cd Pack FN.  The Battery and High Power Ni-Cd packs will power the motor drive for up to 50 rolls of film, while the Ni-Cd pack provides power for up to 30 rolls.  The Battery Pack FN takes 12 AA batteries.  The two Ni-Cd packs have to be plugged into a charger to recharge them.  The High Power Ni-Cd pack will also power the camera body itself by replacing the camera's battery with Battery Cord C-FN.
Entrambe le unità aggiungo la possibilità di scattare in priorità di tempi (Tv) impostando l'obiettivo su "A" ("O" in alcune versioni). L'indice dell'apertura scompare dalla scala dell'esposimetro nel mirino e l'indice dell'esposimetro indica l'apertura che la macchina ha selezionato per la corretta esposizione. Inoltre l'utilizzo di un motore permette di utilizzare intervallometri e scatti remoti elettronici, sia a filo che wireless.

## Dorsi intercambiabili
Il dorso standard della fotocamera è intercambiabile con altre unità. Una è il Data Back FN, che ha ghiere lettere, numeri e numeri romani. La ghiera di sinistra è chiamata "Anno" e ha uno spazio vuoto, 0-9, 82-93, I-X, e a-g; la ghiera centrale è chiamata "Mese" e ha uno spazio vuoto, 0-31 e A-G; la ghiera di destra è chiamata "Giorno" e ha uno spazio vuoto e 0-31. Il dorso "scrive" i settaggi delle ghiere sulla pellicola per classificazione o per datare gli scatti, ogni volta che viene rilasciato l'otturatore o quando viene premuto l'apposito tasto.
La Film Chamber FN-100 è un dorso per pellicola in bobina e permette di scattare fino a 100 fotogrammi senza dover ricaricare. È obbligatorio l'uso in combinata con il AE Motor Drive FN.

## Edizioni Speciali
In aggiunta alla versione standard Canon ha prodotto alcune versioni speciali della fotocamera.

### Modello commemorativo per i 50 anni di Canon
Nel 1983 Canon ha commercializzato un modello commemorativo per il suo 50º anniversario. È un modello standard con la scritta Canon in oro.

### Modello per la posta Svizzera
Canon ha consegnato alcuni modelli alla posta svizzera con una lente fissa ALOS 3,5/35.

### Modello per le Olimpiadi di Los Angeles

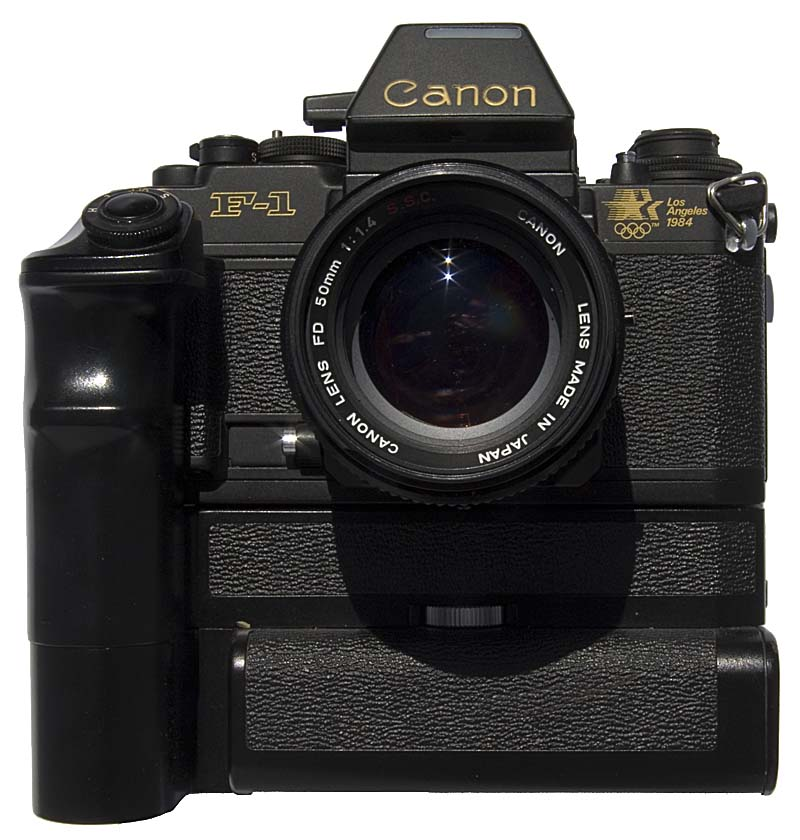
New F-1 Los Angeles Olympics Edition, con Morto Divre/Power Pack FN e 50mm f/1.4.

Canon era lo sponsor officiale per le olimpiadi di Los Angeles del 1984 e ha prodotto dei modelli commemorativi per l'occasione. Questa edizione ha le scritte Canon e F-1 in oro anziché in bianco e, sempre in oro, il simbolo delle olimpiadi sul fronte, sotto il manettino di riavvolgimento. Entrambe le versioni con AE Finder FN e Eye-Level Finder FN erano disponibili anche se quest'ultima è molto più difficile da trovare, probabilmente a causa di volumi di produzione più ridotti.

### New F-1 High Speed Motor Drive
Anche questa costruita nel 1984 per le olimpiadi estive era la fotocamera per i fotografi sportivi dell'evento. È stata l'erede del precedente tentativo di Canon di produrre una macchina per lo sport, la F-1 High Speed Motor Drive camera, prodotta per le olimpiadi invernali del 1972 tenutesi a Sapporo, in Giappone. Questa nuova fotocamera scattava al record di 14 ftg/s ottenuto tramite l'utilizzo di uno specchio traslucido fisso invece che il normale specchio dotato di movimento, un nuovo otturatore a lame metalliche e un grosso e potente motore per l'avanzamento della pellicola. Si stima che meno di 100 unità siano state prodotte.

### Modello U.S. Navy
Canon ha fornito una certa quantità di New F-1 alla U.S. Navy. Queste fotocamere erano identiche a quelle per il mercato civile tranne che per la marchiatura U.S. Navy e in alcune la diversa colorazione.

## Nella cultura popolare
- Nel film Spider-Man (2002), Peter Parker usa questa camera nel momento in cui viene morso dal ragno radioattivo. La camera appare anche nei due seguenti film della saga.